# Jen Shyu

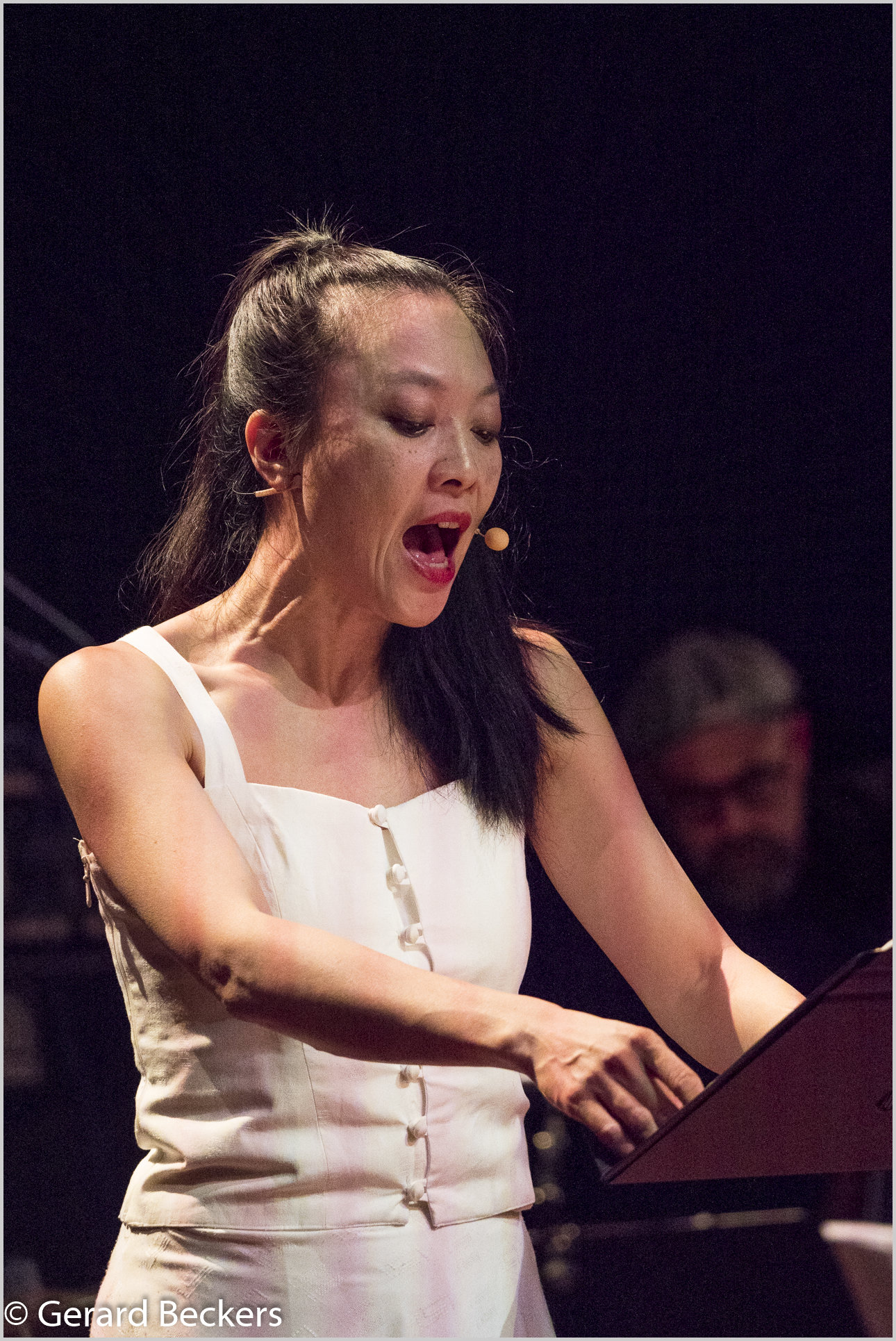
Jen Shyu (2019)

Jen Shyu (* 28. März 1978 in Peoria, Illinois) ist eine experimentelle amerikanische Sängerin, Komponistin und Multiinstrumentalistin, die sowohl im Bereich des Jazz und der Neuen Improvisationsmusik hervorgetreten ist.

## Leben und Wirken
Shyu, deren Eltern aus Taiwan und Osttimor stammen, lernte als Kind klassisches Piano und Geige; mit dem Central Illinois Concert Orchestra und dem Peoria Symphony Orchestra trat sie auf. Mit dem U.S. Collegiate Choir war sie auf Europatournee. Sie studierte an der Stanford University Musik (Oper); während eines Austauschsemesters studierte sie Psychoakustik in Oxford; Mark Murphy ermutigte sie, sich dem Jazz zu öffnen. Nach dem Studium zog sie nach San Francisco, wo sie als Produzentin tätig war. Durch Francis Wong begann sie sich mit ihren Wurzeln in asiatischen Kulturen zu beschäftigen und mit Musikern wie Jon Jang, Lewis Jordan (The Travels of a Zen Baptist), John-Carlos Perea, Jimmy Biala, Lester Cobb, Art Hirahara, Doug Yokoyama (Thanks for Stopping By) und Tatsu Aoki zu arbeiten.
Zwischen 2003 und 2011 arbeitete sie als Vokalistin in der Band Five Elements von Steve Coleman, mit dem sie weltweit auf Tournee war und mehrere Alben einspielte. Daneben arbeitete sie mit Dave Burrell, Chris Potter, Michael Formanek, Mat Maneri  und Miles Okazaki (Generations); auch trat sie in Anthony Braxtons Opern Trillium E und Trillium J auf und gehörte zum Kollektiv Positive Catastrophe. Von 2011 bis 2013 studierte sie Musik und Tanz Javas in Indonesien, um dann beim National Gugak Center in Seoul eine mehrmonatige Ausbildung in Pansori und Gayageum Byeongchang zu absolvieren. Sie spielt diverse asiatische Saiteninstrumente wie die Erhu und tanzt auch. Zu hören ist sie auch auf  und Miles Okazakis Miniature America (2024).
Shyu legte sieben Alben unter eigenem Namen vor, darunter Jade Tongue, Inner Chapters sowie (mit Patrícia Magalhães) Raging Waters, Red Sands. Zu ihrer Band Jade Tongue gehören Ambrose Akinmusire, Dan Weiss, Thomas Morgan und Mat Maneri; mit der Band Jade Tongue entstanden die Alben Songs of Silver Geese (2017) und Zero Grasses: Ritual for the Losses (2021). Sie ist die erste Frau, die auf dem Label Pi Recordings veröffentlichte, das von der Kritik positiv bedachte Synastry (gemeinsam mit Mark Dresser). Seit 2014 führt sie auch ihre Solooper Solo Rites: Seven Breaths auf, bei der der indonesische Filmemacher Garin Nugroho Regie führt.

## Preise und Auszeichnungen
Shyu gewann als Jugendliche die Miss America Talent Scholarship at America's Junior Miss. 2014 wurde sie mit dem Doris Duke Impact Award ausgezeichnet; zudem erhielt sie 2007, 2009 und 2011 den Brio-Preis des Bronx Council on the Arts sowie zahlreiche Stipendien.

## Diskographische Hinweise
- For Now (4.a.m. 2002)
- Positive Catastrophe Garabatos Volume One (Cuneiform Records 2009, mit Mark Taylor, Abraham Gomez-Delgado, Keith Witty, Michaël Attias, Tomas Fujiwara, Matt Bauder, Pete Fitzpatrick, Reut Regev, Taylor Ho Bynum)
- Jen Shyu/Mark Dresser Synastry (Pi 2011)
- Aya Nishina Flora (Tzadik 2013, mit Monika Heidemann, Gretchen Parlato, Nina Riley, Sara Serpa, Becca Stevens)
- Jen Shyu & Jade Tongue Sounds and Cries of the World (Pi 2015, mit Ambrose Akinmusire, Mat Maneri, Thomas Morgan, Dan Weiss)
- Song of Silver Geese (Pi, 2017)
- Zero Grasses: Ritual For the Losses (2021), mit Mat Maneri, Ambrose Akinmusire, Thomas Morgan, Dan Weiss